# Coase-Vermutung
Die Coase-Vermutung (Coase Conjecture) ist eine Aussage in der Mikroökonomie, welche das modellierte Preissetzungsverhalten eines Monopols beschreibt. 
Ronald Coase vermutete intuitiv, dass sich im Grenzfall, bei unendlicher Lebensdauer, ein solches ökonomisches Monopol wie ein Unternehmen bei vollständigem Wettbewerb verhalte. 
Viele Konsumenten würden ihre Käufe aufschieben, weil sie später einen günstigeren Preis erwarteten. 
Durch diese Ausweichmöglichkeiten sei der Preissetzungsspielraum des Monopolisten, der langlebige Wirtschaftsgüter herstellt, begrenzt.